# Lijst van afleveringen van Winx Club
Dit is een lijst van afleveringen van de tekenfilmserie Winx Club.

## Overzicht van seizoenen
| Seizoen | Afleveringen | Uitgezonden       | Uitgezonden       | Uitgezonden      | Uitgezonden      |
| Seizoen | Afleveringen | Start seizoen     | Seizoensfinale    | Start seizoen    | Seizoensfinale   |
| ------- | ------------ | ----------------- | ----------------- | ---------------- | ---------------- |
| 1       | 26           | 28 januari 2004   | 26 maart 2004     | 2004             | 2005             |
| 2       | 26           | 19 april 2005     | 14 juli 2005      | 31 oktober 2005  | 5 december 2005  |
| Special | 1 uur        | 27 juni 2011      | 27 juni 2011      | 4 maart 2012     | 13 mei 2012      |
| 3       | 26           | 29 januari 2007   | 28 maart 2007     | april 2007       | december 2007    |
| 4       | 26           | 15 april 2009     | 13 november 2009  | 24 oktober 2009  | 2010             |
| 5       | 26           | 16 oktober 2012   | 24 april 2013     | 21 oktober 2012  | 30 augustus 2013 |
| 6       | 26           | 6 januari 2014    | 4 augustus 2014   | 9 juni 2014      | 20 augustus 2014 |
| 7       | 26           | 21 september 2015 | 3 oktober 2015    | 10 augustus 2015 | 13 januari 2016  |
| 8       | 26           | 9 april 2019      | 17 september 2019 | -                | -                |

## Afleveringenlijst
Alle titels worden hier weergegeven zoals ze aan het begin van de aflevering worden uitgesproken, tenzij anders aangegeven.
| Seizoen 1 1. Een Onverwachte Gebeurtenis 2. Welkom in Magix! 3. Alfea School voor Feeën 4. Het Zwarte Moddermoeras 5. Afspraakje met een Ramp 6. Missie in Wolkentoren 7. Vrienden in Nood 8. Een Verbroken Vriendschap 9. Verraden! 10. Bloom Beproefd 11. Het Monster en de Wilg 12. Miss Magix 13. Een Groot Geheim Komt Uit 14. Bloom's Grote Geheim 15. Eer Boven Alles 16. IJselijke Dromen 17. Geheimen met Geheimen 18. De Bron van de Drakenvlam 19. De Val van Magix 20. Missie naar Domino 21. De Kroon uit Dromen 22. Wolkentoren Bestormen 23. Krachttoer 24. Het Beleg van de Heksen 25. De Laatste Uitdaging 26. De Val van de Heksen | Seizoen 2 1. De Schaduw Feniks 2. Weer die Oude Trix 3. Reddingsmissie 4. Prinses Amentia 5. Magisch Hechten 6. Onwillige Bruidegom 7. De Mysterieuze Steen 8. De Feestverstoorder 9. Het Geheim van Professor Avalon 10. De Kelder van de Codex 11. Race tegen de Klok 12. Win-x Samen! 13. De Onzichtbare Elfen 14. Strijd op Planeet Eraklyon 15. The Show Must Go On! 16. HalloWinx! 17. Verbond met de Heksen 18. In het Hart van Wolkentoren 19. De Spion in de Schaduw 20. Het Elfendorp 21. Charmix Energie 22. Gevaar in de Wilde Landen 23. Tijd voor de Waarheid 24. Darkars Gevangene 25. Oog in Oog met de Vijand 26. De Phoenix Onthuld | Seizoen 3 1. Het Prinsessenbal 2. Valtors Teken 3. De Fee en het Beest 4. De Spiegel der Waarheid 5. De Zee van Angst 6. Layla's Keuze 7. Het Gezelschap van Licht 8. Een Ontrouwe Vijand 9. Het Hart en het Zwaard 10. Alfea Belegerd 11. Een Val voor Feeën 12. De Tranen van de Zwarte Wilg 13. Een Laatste Gefladder van Vleugels 14. Witheet 15. Het Eiland van de Draken 16. Uit de As 17. In het Hol van de Slang 18. De Kist van Valtor 19. Op het Laatste Moment 20. De Elfenaanval 21. De Rode Toren 22. Het Kristallen Doolhof 23. Duel der Tovenaars 24. De Onthulling van de Heksen 25. De Toorn van de Tovenaar 26. Een Nieuw Begin |

| Seizoen 4 1. De Feeënjagers 2. De Boom des Levens 3. De Laatste Fee op Aarde 4. Love & Pet 5. Mitzi's Cadeau 6. Een Fee in Gevaar 7. Winx Believix 8. De Witte Cirkel 9. Nebula 10. Het Lied van Musa 11. Winx Club voor Altijd 12. Pap, Ik Ben een Fee! 13. De Aanval van de Wizards 14. 7: Het Perfecte Getal 15. Toverlessen 16. Een Virtuele Wereld 17. Het Betoverende Eiland 18. Natuurwoede 19. In Diana's Koninkrijk 20. Gifts of Destiny 21. Sibylla's Grot 22. De Bevroren Toren 23. Blooms Beproeving 24. De Dag van het Oordeel 25. Het Geheim van Morgana 26. IJs en Vuur | Seizoen 5 1. Het Lek 2. De Opkomst van Tritannus 3. De Terugkeer naar Alfea 4. Het Sirenixboek 5. De Lilo 6. De Kracht van Harmonix 7. De Schitterende Schelpen 8. Het Geheim van het Robijnrif 9. Het Juweel van Empathie 10. Een Magix Kerstmis 11. Trix Trucs 12. Test van Moed 13. Sirenix 14. De Troon van de Keizer 15. De Pilaar van het Licht 16. De Zonsverduistering 17. Een Verre Reflectie 18. De Verslinder 19. De Zingende Walvissen 20. Liefdesproblemen 21. Het Perfecte Afspraakje 22. Volg Je Hart 23. Het Oog van de Haai 24. De Redding van de Paradijsbaai 25. De Strijd om de Oneindige Oceaan 26. De Val van Tritannus | Seizoen 6 1. De Inspiratie van Sirenix 2. Het Legendarium 3. De Vliegende School 4. Bloomix Kracht 5. Het Gouden Auditorium 6. De Vortex of Flames 7. De Verdwenen Bibliotheek 8. Het Raadsel van de Sfinx 9. De Tempel van de Groene Draak 10. De Geheime Botanische Tuin 11. Droom in Duigen 12. De Glinstering in de Schaduw 13. De Feeënpeetmoeder 14. Mythix 15. Het Geheim van Calavera 16. De Invasie van de Zombies 17. De Vloek van Fearwood 18. De Magische Totem 19. Koningin voor één Dag 20. Stella Geeft een Feestje 21. Monsterlijk Verliefd 22. Het Muziekcafé 23. Het Volkslied 24. Een Legendarisch Duel 25. Acheron 26. De Winx voor Altijd |

| Seizoen 7 1. Natuurpark Alfea 2. Kleine Feeën Worden Groot 3. Butterflix 4. De Eerste Kleur van het Universum 5. Een Vriend uit het Verleden 6. Avontuur op Lynphea 7. Pas op voor de Wolf 8. Terug in de Middeleeuwen 9. De Feeënkat 10. Winx in de Val! 11. Missie in het Oerwoud 12. Een Feeëndier voor Tecna 13. Het Geheim van de Eenhoorn 14. Tynix Transformatie 15. De Magische Stenen 16. Terug naar de Paradijsbaai 17. Verdwaald in een Druppel 18. Bananendag 19. De Magix Regenboog 20. Weer Even Jong 21. Het Is een Vreemde, Vreemde Wereld 22. Het Koninkrijk der Diamanten 23. Het Geheim van Alfea 24. De Gouden Vlinder 25. Harmonie van Nieuwe Magie 26. De Kracht van de Feeëndieren |